# John R. Lampe
Pour les articles homonymes, voir Lampe (homonymie).
John R. Lampe est professeur d'histoire à l'Université du Maryland.
Il est titulaire d'un doctorat obtenu à l'Université du Wisconsin-Madison en 1971. Il est spécialisé dans l'histoire des Balkans et de l'Europe du Sud-Est.

## Œuvres
- (en) John R. Lampe, Yugoslavia as History : Twice there was a Country, Cambridge, Cambridge University Press, 28 mars 2000, 487 p. [détail de l’édition] (ISBN 0521774012)
- (en) John R. Lampe, Balkans into Southeastern Europe : A Century of War and Transition, Basingstoke/New York, Palgrave Macmillan, 16 février 2006, 256 p. (ISBN 978-0-333-79347-3)
- (en) John R. Lampe, Ideologies and National Identities : The Case of Twentieth-Century Southeastern Europe, Central European University Press, février 2004, 260 p. (ISBN 978-963-9241-82-4, lire en ligne)
- (en) John R. Lampe, Edwin Green et Franjo Stiblar, Crisis and Renewal in Twentieth Century Banking : Exploring the History and Archives of Banking at Times of Political and Social Stress (Studies in Banking History), Ashgate Publishing, juin 2004, 285 p. (ISBN 978-0-7546-3358-7)